# Peltoperlopsis sinensis
Peltoperlopsis sinensis is een steenvlieg uit de familie Peltoperlidae. De wetenschappelijke naam van de soort is voor het eerst geldig gepubliceerd in 1934 door Wu & Claassen.